# Aksel Olufsen
Aksel Olufsen (født 3. maj 1901 i Gimsing, død 14. august 1992) var en dansk godsejer og hofjægermester, bror til Peter og Svend Olufsen og far til Peter Skak Olufsen og Kirsten Færch.
Han var søn af godsejer, landstingsmand Peter Olufsen og hustru Anna f. Hansen, tog præliminæreksamen 1917, blev landbrugskandidat 1921 og var ejer af Ejsingholm ved Vinderup 1924-36 og af Quistrup fra 1935 til 1972. Han var Kommandør af Dannebrog.
Olufsen var formand for Foreningen af jydske Landboforeningers græsmarksudvalg fra 1934, medlem af repræsentantskabet for Den alm. Brandforsikring for Landbygninger fra 1932 (formand fra 1964) og for Det danske Hedeselskab fra 1938 (repræsentantskabets formand fra 1948, bestyrelsens formand 1963-73), medlem af bestyrelsen for Dansk Plantageforsikring fra 1948 (formand fra 1964); formand for Ringkøbing Amts Tolvmandsforening fra 1942, medlem af bestyrelsesrådet for Det Kongelige Danske Landhusholdningsselskab fra 1945, af præsidiet 1963, medlem af bestyrelsen for A/S Fiil Sø fra 1934, direktør og formand i bestyrelsen fra 1942, formand i bestyrelsen for Interessentskabet Fiilsø Avlsgaard fra 1952, medlem af bestyrelsen og forretningsudvalget for A/S Frøavlscentret Hunsballe-Holstebro fra 1940, formand fra 1966, medlem af bestyrelsen for Kongenshus Mindepark fra 1972, medlem af bestyrelsen for Bang & Olufsen A/S fra 1949, formand fra 1968, for A/S Struer Bank 1959 samt for Superfos a/s, Superfos Aki a/s, Superfos Dammann a/s, Superfos Blaakilde a/s og A/S Søvang samme år, for A/S Skandinavisk Tobakskompagni (formand 1967-69), R. Færch Handels og Industri A/S, Holstebro (formand 1965-67), A/S R. Færchs Fabrikker og A/S S.W. Bruuns Fabriker. 
Han blev gift 27. juli 1927 med Karen Jensen (10. august 1903 i Struer – 1983), datter af købmand N. Jensen (død 1942) og hustru Maria f. Dujardin (død 1951).